# Sheboygan Redskins
Els Sheboygan Redskins varen ser un equip de l'NBA amb seu a Sheboygan, Wisconsin.
Els Redskins van jugar a la NBL des del 1938 fins al 1949, guanyant el títol de la temporada 1942-43 derrotant a la final als Fort Wayne Pistons (actualment Detroit Pistons). El 1949, juntament amb altres 10 equips de la NBL, es van unir a la BAA, que es va convertir en l'NBA més tard. El 1950 es van unir a la NPBL, on van aconseguir el millor balanç victòries-derrotes (29-16) abans que la lliga es dissolgués.

## Per a recordar

### Membres delBasketball Hall of Fame
- Buddy Jeannette 1942-43
- Bobby McDermott 1947-48
- Dutch Dehnert (entrenador) 1944-46.

### Altres jugadors importants
- Bob Brannum
- Ken Buehler
- Jack Burmaster
- Paul Cloyd
- Bobby Cook
- Ed Dancker
- George Hesik
- Bobby Holm
- Noble Jorgensen
- Otto Kolar
- Rube Lautenschlager
- Al Lucas
- Max Morris
- Mike Novak
- Johnny Posewitz
- Dave Quabius
- Milt Schoon
- Paul Sokody
- Kenny Suesens
- Mike Todorovich
- Glenn R. Adams

## Evolució temporada a temporada
Nota: V = Victòries, D = Derrotes, % = Victòries-Derrotes %
| Temporada                 | V                        | D                        | %                        | Playoffs                 | Resultats                                  |
| Sheboygan Redskins (NBL)  | Sheboygan Redskins (NBL) | Sheboygan Redskins (NBL) | Sheboygan Redskins (NBL) | Sheboygan Redskins (NBL) | Sheboygan Redskins (NBL)                   |
| ------------------------- | ------------------------ | ------------------------ | ------------------------ | ------------------------ | ------------------------------------------ |
| 1938-39                   | 11                       | 17                       | 0.393                    |                          |                                            |
| 1939-40                   | 15                       | 13                       | 0.536                    | 1-2                      |                                            |
| 1940-41                   | 13                       | 11                       | 0.542                    | 2-4                      | Perden a les finals de la NBL              |
| 1941-42                   | 10                       | 14                       | 0.417                    |                          |                                            |
| 1942-43                   | 12                       | 11                       | 0.522                    | 4-1                      | Campions de la NBL                         |
| 1943-44                   | 14                       | 8                        | 0.636                    | 2-4                      | Perden a les finals de la NBL              |
| 1944-45                   | 19                       | 11                       | 0.633                    | 4-4                      | Perden a les finals de la NBL              |
| 1945-46                   | 21                       | 13                       | 0.618                    | 3-5                      | Perden a les finals de la NBL              |
| 1946-47                   | 26                       | 18                       | 0.591                    | 2-3                      |                                            |
| 1947-48                   | 23                       | 37                       | 0.383                    |                          |                                            |
| 1948-49                   | 35                       | 29                       | 0.547                    | 0-2                      |                                            |
| Sheboygan Redskins (NBA)  |                          |                          |                          |                          |                                            |
| 1949-50                   | 22                       | 40                       | 0.355                    | 1-2                      | Perden a les semifinals de la divisió Oest |
| Sheboygan Redskins (NPBL) |                          |                          |                          |                          |                                            |
| 1950-51                   |                          |                          |                          |                          |                                            |